# 하릴라오스 바실라코스

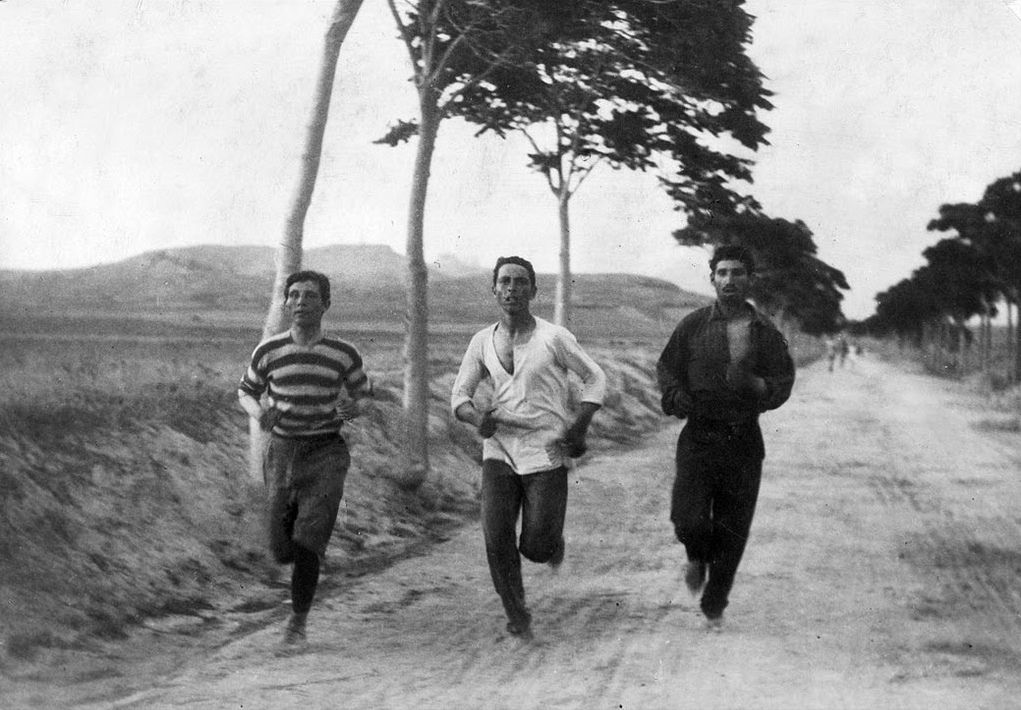

하릴라오스 바실라코스(그리스어: Χαρίλαος Βασιλάκος, 1877년 ~ 1964년 12월 1일)는 그리스의 육상 선수로 마라톤 대회에서 우승한 첫 번째 선수이다. 그는 아테네에서 열린 1896년 하계 올림픽에 참가해서 은메달을 따기도 했다.
그는 피레아스에서 태어났다.
1896년 3월 10일에 그리스는 첫 근대 범그리스 경기를 열었다. 이 경기의 주목적은 그리스가 자국에서 얼마 후에 여는 첫 근대 올림픽에 잘 참가할 수 있도록 하는 것이다. 참가자의 대부분은 젊은 용병으로 그들의 운동실력때문에 상관에게 뽑힌 자들이었다. 바실라코스는 강한 중장거리선수라는 평판을 얻고 있었으며 3시간 18분으로 우승을 차지했다.
바실라코스는 1896년 4월 10일에 열린 마라톤 경기에 참가한 17명의 선수 중 한 명이었다. 그는 3시간 6분 3초를 기록해서 스피리돈 루이스의 뒤를 이어서 2위로 들어왔다. 그는 9명의 완주자 중 한 명이었다. 당시의 경기는 40km만 뛰었으며 즉, 현재의 42.195km보다 적게 달렸다
바실라코스는 아테네에 있는 세관에서 일했으며 1964년에 죽었다.